# Episodi di Barnaby Jones (prima stagione)
La prima stagione della serie televisiva Barnaby Jones, composta da 13 episodi, è stata trasmessa in anteprima negli Stati Uniti d'America dalla CBS dal 28 gennaio al 6 maggio 1973. In Italia è stata trasmessa in chiaro nel 1977 sulla Rete 2.
| nº | Titolo originale                | Titolo italiano                  | Prima TV USA     | Prima TV Italia |
| -- | ------------------------------- | -------------------------------- | ---------------- | --------------- |
| 1  | Requiem for a Son               | Requiem per un figlio            | 28 gennaio 1973  | 1977            |
| 2  | To Catch a Dead Man             | Caccia al morto                  | 4 febbraio 1973  | 1977            |
| 3  | Sunday: Doomsday                | Domenica: il giorno del giudizio | 25 febbraio 1973 | 1977            |
| 4  | The Murdering Class             | Lezione di crimine               | 4 marzo 1973     | 1977            |
| 5  | Perchance to Kill               | Possibilità per un delitto       | 11 marzo 1973    | 1977            |
| 6  | The Loose Connection            | Connessioni allentate            | 18 marzo 1973    | 1977            |
| 7  | Murder in the Doll's House      | Delitto nelle bambole            | 25 marzo 1973    | 1977            |
| 8  | Sing a Song of Murder           | Note per un omicidio             | 1º aprile 1973   | 1977            |
| 9  | See Some Evil... Do Some Evil   | Il male dentro                   | 8 aprile 1973    | 1977            |
| 10 | Murder-Go-Round                 | Un delitto in corsa              | 15 aprile 1973   | 1977            |
| 11 | To Denise, with Love and Murder | Per Denise                       | 22 aprile 1973   | 1977            |
| 12 | A Little Glory, a Little Death  | Tra gloria e morte               | 29 aprile 1973   | 1977            |
| 13 | Twenty Million Alibis           | Venti milioni di alibi           | 6 maggio 1973    | 1977            |

## Requiem per un figlio
- Titolo originale: Requiem for a Son
- Diretto da: Walter Grauman
- Scritto da: Adrian Samish e Edward Hume

### Trama
L'investigatore privato Hal Jones è nel mezzo di una spinosa indagine. Dopo aver chiamato il collega Frank Cannon da una cabina telefonica per chiedergli  aiuto, viene ucciso a sangue freddo. Suo padre, l'ormai ritiratosi investigatore privato Barnaby, decide di rimettersi in pista per scoprire l'assassino.

## Caccia al morto
- Titolo originale: To Catch a Dead Man
- Diretto da: William Hale
- Scritto da: Ben Masselink

### Trama
Barnaby viene contattato per indagare sulla presunta morte di un uomo avvenuta a causa dell'esplosione del suo natante. L'investigatore segue una pista la quale porta, tra le altre cose, ad un gatto lasciato in cura dal veterinario.

## Domenica: il giorno del giudizio
- Titolo originale: Sunday: Doomsday
- Diretto da: Michael Caffey
- Scritto da: Mort Fine e David Friedkin

### Trama
Una corona funebre nera sulla porta del suo ufficio predice la morte di Barnaby domenica, anche dopo aver scoperto chi è un ex detenuto misterioso che vuole vendicarsi contro di lui.

## Lezioni di crimine
- Titolo originale: The Murdering Class
- Diretto da: Ralph Senensky
- Scritto da: Robert Sherman

### Trama
Barnaby viene chiamato per indagare sull'omicidio di un insegnante, scoprendo una cospirazione.

## Possibilità per un delitto
- Titolo originale: Perchance to Kill
- Diretto da: Walter Grauman
- Scritto da: Robert C. Dennis e Edward Hume

### Trama
Barnaby indaga sull'omicidio di un uomo, rendendosi conto delle bugie dell'assassino.

## Connessioni allentate
- Titolo originale: The Loose Connection
- Diretto da: Virgil W. Wogel
- Scritto da: Edward J. Lakso

### Trama
Barnaby viene minacciato da due persone che hanno sostituito dell'eroina con lo zucchero durante una spedizione d'eroina, e indaga.

## Delitto nelle bambole
- Titolo originale: Murder in the Doll's House
- Diretto da: Lawrence Dobkin
- Scritto da: Ben Masselink

### Trama
Barnaby viene assunto da un editore per indagare sull'omicidio dell'amico autore e per trovare l'ultimo capitolo del romanzo, fornendo l'indizio per risolvere il caso.